# Felix Leitner
Felix Leitner, född 31 december 1996 i Hall in Tirol, är en österrikisk skidskytt som tävlar i världscupen. Han tog sin första individuella pallplats i världscupen när han slutade på en andraplats i masstarten i Oberhof den 17 januari 2021.
Leitner vann två guld, i distans och sprint, samt ett brons i jaktstart, vid junior-VM i Cheile Grădiştei 2016.

## Resultat

### Pallplatser i världscupen

#### Individuellt
| Säsong  | Datum           | Plats   | Disciplin        | Placering |
| ------- | --------------- | ------- | ---------------- | --------- |
| 2020/21 | 17 januari 2021 | Oberhof | Masstart (15 km) | 2:a       |

#### Lag
| Säsong  | Datum           | Plats      | Disciplin | Placering | Lagkamrat(er)                  |
| ------- | --------------- | ---------- | --------- | --------- | ------------------------------ |
| 2017/18 | 18 mars 2018    | Oslo       | Stafett   | 2:a       | Landertinger / Eder / Eberhard |
| 2019/20 | 18 januari 2020 | Ruhpolding | Stafett   | 3:a       | Landertinger / Eder / Eberhard |

### Världsmästerskap
| Tävling        | Distans | Sprint | Jaktstart | Masstart | Stafett | Mixedstafett | Singelmixed |
| -------------- | ------- | ------ | --------- | -------- | ------- | ------------ | ----------- |
| Östersund 2019 | 27:e    | 9:e    | 9:e       | 6:e      | 6:e     | 8:e          | —           |
| Antholz 2020   | 30:e    | 36:e   | 22:a      | 19:e     | 18:e    | —            | —           |
| Pokljuka 2021  | 14:e    | 52:e   | 45:e      | —        | 10:e    | —            | —           |